# Maria Wocalewska
Maria Wocalewska (ur. 29 kwietnia lub 29 czerwca 1885 w Łodzi, zm. prawd. 4 lub 5 sierpnia 1944 w Warszawie) – nauczycielka, harcmistrzyni Rzeczypospolitej, członkini Naczelnej Komendy Skautowej Polskiej Organizacji Skautowej (1915-1916), członkini Komendy Naczelnej ZHP (1916-1918), Naczelniczka Głównej Kwatery Żeńskiej (1921-1923), wiceprzewodnicząca ZHP (1924–1926), członkini Naczelnictwa ZHP (1939–1943).

## Życiorys
Była córką Bolesława Tadeusza (1856–1924) i Anny z Zakrzewskich (1861–1936). Miała czworo młodszego rodzeństwa; siostry: Zofię (1894–1934), Jadwigę (1895–1944), Annę (1888–1983), oraz brata Jana (1900–1917). Jej ojciec był pedagogiem, założycielem Łódzkiej Miejskiej Chrześcijańskiej Szkoły Podstawowej nr 11 oraz wydawcą czasopisma „Strzecha Rodzinna” i podręczników do języka polskiego. 
Dzieciństwo spędziła w łódzkiej kamienicy przy ul. Konstantynowskiej 51 (ob. Legionów), której właścicielem był jej ojciec. Pierwszą edukację odebrała w rodzinnym domu, następnie uczęszczała do rosyjskiego gimnazjum. W 1904 wyjechała do Krakowa. W tym mieście, na Uniwersytecie Jagiellońskim, studiowała nauki przyrodnicze oraz polonistykę. Po studiach wróciła do Łodzi i pracowała jako nauczycielka w szkołach prowadzonych przez Helenę Miklaszewską, Julię Zbijewską oraz Cecylię Waszczyńską. Stała na czele Narodowej Młodzieży Niepodległościowej. Prowadziła tajne nauczanie w kółkach samokształceniowych, na bazie których powstawały drużyny skautowe.  
W I Żeńskiej Drużynie Skautowej im. Emilii Plater była przyboczną. W 1914 została komendantką drużyn łódzkich i pełniła tę funkcję do 1916. Zorganizowała w Gałkówku pod Łodzią pierwszy kurs dla instruktorów skautowych, przerwany ze względu na wybuch I wojny światowej. W czasie wojny pracowała wraz z siostrami w zorganizowanym przez harcerki szpitalu przy ul. Gdańskiej. W 1915 prowadziła pierwszą kolonię w Rudzie Pabianickiej, była delegatką na Walny Zjazd Polskiej Organizacji Skautowej w Piotrkowie i została wybrana na członka Komendy Naczelnej POS. W 1917 objęła komendę kursu dla instruktorek łódzkich w Okrągliku. W tym samym roku zginął w wypadku tramwajowym jej brat Jan, drużynowy 1. Łódzkiej Drużyny Harcerzy. W czasie wakacji Maria odwiedzała organizowane przez chorągiew łódzką placówki. Prowadziła wiele kursów dla opiekunek harcerskich, wizytowała obozy w całej Polsce.   
Po połączeniu organizacji harcerskich z zaboru rosyjskiego dom Wocalewskich przy ul. Konstantynowskiej 51 stał się siedzibą Komendy Okręgu Łódzkiego ZHP. W 1918 Maria weszła do Prezydium Zjazdu Zjednoczeniowego ZHP wszystkich organizacji harcerskich w kraju. W lutym 1919 weszła do grona Naczelnictwa ZHP i objęła sprawy harcerstwa żeńskiego. Po odebraniu z Ministerstwa Wyznań Religijnych i Oświecenia Publicznego nominacji na urząd naczelnej inspektorki harcerstwa zamieszkała na stałe w Warszawie, przy ul. Podwale 3, w oficynie Pałacu Branickich. Urząd piastowała nieprzerwanie do 1939. W pierwszym rozkazie Naczelnictwa z 3 stycznia 1921, kiedy utworzono dwie gałęzie organizacji, na czele żeńskiej stanęła Maria Wocalewska i pełniła funkcję naczelniczki do 1923. W latach 1923–1926 – wiceprzewodnicząca ZHP. Uczestniczyła w pracach Komisji Programowej dla Zagranicy w latach 1935–1939. W czasie II wojny światowej weszła w skład Komendy Pogotowia Harcerek, współpracowała z PCK, prowadziła dom opiekuńczy dla dzieci w Skolimowie.  
W czasie powstania warszawskiego Maria i jej siostra Jadwiga pracowały w gmachu internatu przy ul. 6 sierpnia 16, gdzie mieściła się Komenda Pogotowia Wojennego Harcerek. Gdy przyszło ostrzeżenie o niemieckim ataku i zalecenie ewakuacji, siostry nie chciały opuścić posterunku. Źródła podają 2 prawdopodobne scenariusze śmierci sióstr: według pierwszego z nich rozstrzelano je 5 sierpnia w grupie około dwustu osób, a ciała spalono, zaś według drugiego, wraz z Ireną Riessówną i Marią Burkówną, Jadwiga i Maria zginęły pędzone jako "żywe tarcze" przed czołgami atakującymi pozycje powstańcze. Symboliczny grób rodzinny znajduje się na Starym Cmentarzu katolickim przy ul. Ogrodowej w Łodzi (kwatera 22).

## Ordery i odznaczenia
- Krzyż Komandorski z Gwiazdą Orderu Odrodzenia Polski (pośmiertnie, 26 września 2009)[7]
- Krzyż Niepodległości (23 grudnia 1933)[8]
- Srebrny Krzyż Zasługi (6 grudnia 1926)[9]

## Upamiętnienie
Maria Wocalewska jest patronką 22 Łódzkiej Drużyny Harcerek „Watra” ZHP oraz (wraz ze swoimi siostrami Jadwigą i Zofią) patronką Łódzkiego Hufca Zuchów i Harcerek „Róża” Związku Harcerstwa Rzeczypospolitej.